# Flockung
Als Flockung oder Flokkulation (lateinisch flocculus ‚kleines Büschel Wolle‘) bezeichnet man Verfahren, bei denen feinste suspendierte oder kolloidale Feststoffpartikel (< 1 µm) in Wasser zu größeren Flocken vereint werden, um sie dann durch Sedimentation oder Filtration besser aus dem Wasser abscheiden und entfernen zu können.

## Mechanismus
Ein Mechanismus der Flockung ist die Bildung von Koazervaten.

## Anwendung
Diese Technik wird insbesondere bei der Wasser- und Abwasseraufbereitung eingesetzt. Es handelt sich häufig um rein physikalische Verfahren, aber auch chemische Komplexbildungen können eine Rolle spielen. Nach einer vorausgegangenen Fällung ist es auch möglich, gelöste Substanzen, wie zum Beispiel Phosphate oder auch Anteile des gelösten organischen Kohlenstoffs, mittels Flockung aus dem Wasser zu entfernen.
Die Flockung wird auch bei der Schlammentwässerung oder in Klär- und Entwässerungsprozessen der Industrie (Papierherstellung, Bergbau, Chemieprozesse) angewendet. Sie kann aber auch zur Entfernung von Phosphat aus Oberflächengewässern wie in der OWA (Oberflächenwasseraufbereitung) in Berlin-Tegel verwendet werden, um die Eutrophierung natürlicher Gewässer zu vermeiden.

## Flockungsmittel
Bei den zur Flockung eingesetzten Chemikalien unterscheidet man zwischen Flockungsmitteln und Flockungshilfsmitteln. Flockungsmittel (auch als Koagulant bezeichnet) dienen vorwiegend der Destabilisierung des kolloidalen Zustands und der damit verbundenen Annäherung der Partikel. Dieser Prozess wird auch als Koagulation bezeichnet. Dabei werden insbesondere Verbindungen eingesetzt, die als Gegenion oder Komplexbildner die Ladung der Partikel neutralisieren und so deren abstoßendes Potential verringern. Dabei werden insbesondere Eisen- und Aluminium-Salze, aber auch andere Hydroxidbildner eingesetzt. Dabei ist die Einstellung des optimalen pH-Wertes von entscheidender Bedeutung.

## Flockungshilfsmittel
Flockungshilfsmittel hingegen dienen zur Beschleunigung der weiteren Agglomeration der entstandenen Mikroflocken zu größeren Makroflocken. Dazu werden vor allem hochmolekulare Polyelektrolyte (im allgemeinen Sprachgebrauch „polymere Flockungshilfsmittel“) verwendet, meist Copolymere auf der Basis von Acrylamid, die anionisch oder kationisch sein können.
Koagulation und Agglomeration laufen parallel ab. Bei der praktischen Anwendung der Flockung können Mischbedingungen (Rührbedingungen) und Reifezeit eine wichtige Rolle für die Effizienz der Abscheidung spielen, besonders bei Systemen mit geringem Feststoffgehalt (z. B. Oberflächenwasser).

## Auftreten in der Metallurgie
Größere Werkstücke aus legiertem Stahl neigen zu einer unerwünschten Materialtrennung durch Ausscheiden von Wasserstoff aus fester Lösung bei verminderter Diffusionsfähigkeit. Diese Flockung ist vermeidbar durch Vorwärmen der Zuschlagstoffe, durch Legierungszugaben und durch spezielle Umformungsprozesse mit verzögerter Abkühlung.